# Calyptotheca anceps
Calyptotheca anceps är en mossdjursart som först beskrevs av William MacGillivray 1879.  Calyptotheca anceps ingår i släktet Calyptotheca och familjen Parmulariidae. Inga underarter finns listade i Catalogue of Life.